# Собор Хусто Гальего Мартинеса
«Собор Хусто Гальего Мартинеса» — огромное здание, создаваемое по образу и подобию христианского собора, расположенное в г. Мехорада-дель-Кампо неподалёку от Мадрида. Его возводит один-единственный человек, дон Хусто Гальего-Мартинес. Строительство было начато им в 1961 году на участке, доставшемся ему в наследство от родителей.

## История создания
Пятьдесят лет назад Хусто был вынужден покинуть цистерцианский монастырь Санта-Мария-де-Уэрта, где проходил послушание: у него обнаружили туберкулёз. Но болезнь оказалась побеждена, и в благодарность за исцеление Богу и Божьей Матери, Хусто решил построить церковь своими руками. И с тех пор, понемногу, используя семейные средства, продавая землю, доставшуюся от родителей и получая частные пожертвования, дон Хусто продолжает возводить свой собор.
Вот уже 50 лет дон Хусто работает над своим сооружением; за редким исключением, он всё делает своими руками. Самое удивительное то, что этот человек не имеет понятия не только об архитектуре, не только о каменщицком деле, но и его школьное обучение было прервано гражданской войной. Собор возводится без планов, без проектов: все замыслы хранятся в голове строителя.
Здание характеризуется выдающимися архитектурными элементами. Хотя оно и названо своим строителем «собором», действующим храмом оно не является, так как не было ни освящено, ни официально признано епархией Алькала-де-Энарес, к которой относится территориально.
Местные жители города Мехорада-дель-Кампо называют здание «собором ненормального». Уже в течение 50 лет дон Хусто стучит молотком, заливает бетон в формы и взбирается на стены с рассвета и до заката. Это уникальное сооружение прославило небольшой город Мехорада в 20 км от Мадрида. В 2005 году рекламный ролик газировки «Аквариус» прославил дона Хусто и его собор на весь мир. Музей Современного Искусства в Нью-Йорке посвятил фотовыставку этому оригинальному примеру религиозного зодчества.

## Собор
Здание занимает участок площадью в 4.740 м2, который оценивается в 1.170.000 евро. В настоящее время собор имеет в высоту 35 м от пола первого этажа до макушки купола. Обе башни достигают 60 м в высоту и 25 в ширину. В здании представлены все элементы классического собора: крипта, клуатр, лестница на фасаде, аркады, портики, винтовые лестницы и т. д. Это колоссальное сооружение посвящено покровительнице всех испаноговорящих стран Богородице Пиларской; строительство ведётся из материалов, бесплатно пожертвованных изготовителями, а также на средства частных лиц. Большинство материалов, которыми дон Хусто пользуется для создания собора — вторсырьё. Он находит применение как бытовым отходам, так и строительным материалам, забракованным изготовителями, в частности, местной кирпичной фабрикой. К примеру, для возведения несущих колонн зодчий использует пустые бидоны из-под бензина в качестве форм, для тонких декоративных колонн — жестяные банки из-под какао, наполненные бетоном, велосипедное колесо выполняет роль подъёмного блока.

### Интерьер
Следует отметить огромный план собора, состоящий из трёх нефов. Центральный неф — самый широкий, согласно основному архитектурному канону, принятому в церковном строительстве. Все нефы перекрыты коробковыми сводами, которые в настоящее время не закончены, так что всякий может посмотреть их каркас, выполненный из спиральной проволоки и бетона. Для перекрытий дон Хусто пользуется лёгкими материалами типа гравия, смешанного с бетоном, по примеру современных построек, когда необходимо придать зданию большую лёгкость. Также в центральном нефе устроен Трифорий // Строительный словарь. и, возможно, весь неф по периметру будет окружён хорами, предназначенными для доступа на верхний этаж собора. Алтарная часть центрального нефа выполнена в форме большой апсиды. Наружу выступают боковые часовни и башни. В центральной части собора возвышается купол на парусе. Крыша выполнена из положенных внахлёст пластин, подобно коробковому своду нефа. В стенах устроены оконные проёмы, призванные напомнить, что Христос — это Свет. По замыслу строителя, все проёмы будут закрыты витражами.

### Клуатр
Бетон, проволока, железные конструкции: их различные сочетания призваны воплотить разнообразие архитектурных форм. Похоже, что для одного-единственного человека, всё сделано слишком хорошо. Особенно поражают кирпичи. Бросается в глаза, что повсюду из наиболее «старых» кирпичей сложена нижняя часть собора, причём уложены они как в игре «Тетрис»: это бракованные кирпичи, которые дон Хусто собирал среди отходов местной кирпичной фабрики.

### Купол
Без сомнения, это наиболее впечатляющий элемент сооружения, если не забывать, что его выполнил один человек без посторонней помощи. Купол прекрасно просматривается из внутреннего дворика (клуатра).
Многочисленные бюсты украшают верхнюю часть собора, напоминая о скульптурах, которым было модно украшать крыши зданий эпохи Возрождения.

### Крипта
Как и полагается уважающему себя собору, в здании устроена крипта, войти в которую можно как из центрального нефа, так и из клуатра через боковую дверь. И всё-таки крипта не перестаёт удивлять посетителей: считая её, дон Хусто возвёл своими руками три уровня собора — титаническая работа!

### Правое крыло
Существует гораздо больше фотографий правого крыла и нижней части главной лестницы. Там посетителей встречают многочисленные колонны, выполненные чисто кустарным способом: дон Хусто заливает бетон в цилиндрические банки из-под краски, затем вынимает высохшие блоки и соединяет их с помощью металлических стержней и тросов.
Невооружённым глазом заметно, что перила и некоторые соединительные детали собраны из выпрямленных фрагментов старых конструкций, собранных со свалки: теперь они соединены бетоном, обмотаны электрокабелем и даже просто куском резины.
В этой части здания нам встречается много любопытных построек: например, помещение, занятое под склад, крыша которого представляет собой несколько двускатных нефов.
Вспоминая биографию дона Хусто, мы можем предположить, что это может быть переоборудованный скотный двор или амбар, так как его дом на нынешнем месте, занимаемом собором, имел подходящую планировку. Это просторное квадратное здание вполне могло ранее использоваться в качестве загона для скота, крытого соломой или досками.
Рядом разместились другие подсобные помещения, которые пока не закончены. Одно из них используется для отдыха добровольцев, помогающих дону Хусто летом; за этим зданием проходит каменная дорожка, ведущая к главному входу.